# Rezerwy na świadczenia pracownicze
Rezerwy na świadczenia pracownicze (ang. provisions for employee benefits) – rezerwy na przyszłe zobowiązania podmiotu gospodarczego w stosunku do obecnie zatrudnionych pracowników, ujmowane w księgach rachunkowych spółki według ich wartości bieżącej na datę bilansową. Zobowiązania te wynikają z przepisów prawa pracy, regulaminów wynagrodzeń, układów zbiorowych pracy i innych wiążących porozumień pracodawców z pracownikami lub zwyczaju panującego w danej spółce.

## Metody wyceny i obowiązki ujawnieniowe
Ustawa o rachunkowości precyzuje, że ujmowanie rezerw na świadczenia pracownicze powinno być przeprowadzone zgodnie z Krajowym Standardem Rachunkowości Nr 6 „Rezerwy, bierne rozliczenia międzyokresowe kosztów, zobowiązania warunkowe”  lub Międzynarodowy Standard Rachunkowości Nr 19 – „Świadczenia pracownicze”. 
Oba te standardy nakazują użycie metodologii aktuarialnej i nakazują (KSR 6) bądź zalecają (MSR 19), aby modelowanie zostało wykonane przez wykwalifikowanego aktuariusza. 
Niektóre polskie firmy prowadzą dodatkowo równoległą sprawozdawdczość na potrzeby właścicieli zagranicznych według innych standardów (np. US GAAP). 

## Międzynarodowy Standard Rachunkowości nr 19
Spółkom korzystającym z MSR 19 punkt 57 zaleca przy tym korzystanie z usług wykwalifikowanego aktuariusza, przy czym standard nie narzuca takiego obowiązku. Jedyną dopuszczalną przez standard metodą jest metoda prognozowanych uprawnień jednostkowych (ang. Projected Unit Credit Method).
MSR 19 nakłada dużo większe obowiązki ujawnieniowe niż KSR 6. W szczególności wymaga się (MSR 19 120A), aby sprawozdanie zawierało uzgodnienie sald otwarcia i zamknięcia wartości bieżącej zobowiązania z tytułu określonych świadczeń prezentujące odrębnie pozycje tzw. rachunku zysków i strat aktuarialnych, tj:
- koszty bieżącego zatrudnienia,
- koszty odsetek,
- składki wpłacane przez uczestników,
- zyski i straty aktuarialne
- zmiany kursów wymiany walut obcych stosowanych w programach wycenianych w walucie innej niż waluta prezentacji jednostki,
- wypłacone świadczenia,
- koszty przeszłego zatrudnienia
- połączenie jednostek gospodarczych,
- ograniczenia oraz
- uregulowanie zobowiązań.

## Krajowy Standard Rachunkowości nr 6
Krajowy Standard Rachunkowości nr 6 odwołuje się bezpośrednio do metodologii i zaleceń MSR 19, czyli do metody prognozowanych uprawnień jednostkowych, wskazując jednak przy tym obowiązek uczestnictwa licencjonowanego aktuariusza w procesie wyceny (KSR 6 punk 4.7) wskazując że wynika to z potrzeby przyjęcia szeregu założeń z makroekonomii i demografii oraz biegłego się nimi posługiwania. KSR 6 został on przygotowany z myślą o specyfice polskich świadczeń odroczonych i wymienia on w związku z tym explicite świadczenia, które muszą być rezerwowane:
- nagrody jubileuszowe,
- odprawy emerytalne, pośmiertne, rentowe,
- dodatki stażowe,
- opieka medyczna, itd.

Jednak w praktyce zakres ten jest dużo szerszy z powodu odesłania do MSR 19, który nakazuje tworzenie rezerw dla wszystkich świadczeń odroczonych, tj. takich na które pracuje się w innym okresie niż są one realizowane. Są to takie świadczenia jak deputaty węglowe, ekwiwalent z tytułu prawa do ulgi w taryfie energetycznej, kolejowe świadczenia przejazdowe, czy świadczenia dla emerytów płatne z tytułu zakładowego funduszu świadczeń socjalnych.
W internecie możliwe jest samodzielne oszacowanie rezerw przy pomocy bezpłatnych  narzędzi, jednak zgodnie z KSR 6 nie mogą być one podstawą księgowań bez poświadczenia przez licencjonowanego aktuariusza.